# Magyar Jövő
A Magyar Jövő című folyóiratot 1992-ben alapította Maczó János. Hatvani Dániel az alapítása óta publikált benne, majd 1995-től főmunkatársa lett, haláláig. Sokat publikált a folyóiratban, legtöbbször verseit. 2000-ben az alapító-tulajdonos Maczó János felkérte, hogy legyen főszerkesztője a folyóiratnak, ám ő néhány hetes gondolkodás után ezt nem vállalta. Akkor Laczkó András, a Somogy és a Hévíz folyóiratok volt főszerkesztője vállalta a Magyar Jövő főszerkesztői feladatát. Hatvani Dániel a haláláig munkatársa maradt a Magyar Jövő folyóiratnak.
A folyóirat nemzetközi azonosító száma: 
ISSN 1217-1484